# Jean-Paul Roussillon
Pour les articles homonymes, voir Roussillon.
Jean-Paul Roussillon est un acteur et metteur en scène français, né le 5 mars 1931 à Paris 11e et mort le 31 juillet 2009 à Auxerre.

## Biographie

### Carrière
Fils de Régine Fredou et de Bernard Roussillon, chanteur de café-concert à Bordeaux, souffleur puis directeur de scène à la Comédie-Française, il est le frère de Jacques Roussillon (1929-2009), qui sera lui aussi pensionnaire de la Comédie-Française (promotion 1953), puis premier directeur du Théâtre Gérard-Philipe de Saint-Denis.
Élève de l'École de la Rue Blanche, il entre au Conservatoire national d'art dramatique (classe Denis d'Inès), où il obtient en 1950 un premier prix de comédie classique, qu'il partage avec Michel Galabru et qui lui ouvre immédiatement les portes de la Comédie-Française. Il y est élu sociétaire en 1960, et en deviendra sociétaire honoraire en 1982.
Il a reçu trois Molières : en 1991, 1996 et 2002 et le César du meilleur acteur dans un second rôle en 2009.

### Vie privée
D'un premier mariage avec Annie Beck, il a deux fils : Jean-Baptiste, dit Baptiste Roussillon, comédien comme son père, et Pierre-François Roussillon (1962-2025), ancien directeur de la Scène nationale de Malakoff. Il a épousé en secondes noces sa camarade Catherine Ferran, également sociétaire honoraire.
Incinéré au crématorium du Père-Lachaise, ses cendres reposent au cimetière de Sacy, petit village de l'Yonne.

## Théâtre

### Comédie-Française
- Entrée à la Comédie-Française le 1er septembre 1950
- Sociétaire le 1er janvier 1960
- Sociétaire honoraire le 1er janvier 1982
- 432e sociétaire

### Comédien
1. le Chasseur, Cantique des cantiques, Jean Giraudoux, m.e.s. Louis Jouvet, 1945
2. Spadille, À quoi rêvent les jeunes filles, Alfred de Musset, m.e.s. Jacques Charon, 1950
3. Baptistin, Les Caves du Vatican, André Gide, m.e.s. Jean Meyer, 1950
4. l'Innocent, L'Arlésienne, Alphonse Daudet, m.e.s. Julien Bertheau, 1950
5. Vinaigre, Madame Sans-Gêne, Victorien Sardou et Emile Moreau, m.e.s. Denis d'Inès, 1951
6. Victor, Le Dindon, Georges Feydeau, m.e.s. Jean Meyer, 1951
7. Eitel, L'Homme que j'ai tué, Maurice Rostand, m.e.s. Julien Bertheau, 1951
8. le jeune Garçon, Donogoo, Jules Romains, m.e.s. Jean Meyer, 1951
9. Silvius, Comme il vous plaira, William Shakespeare, m.e.s. Jacques Charon, 1951
10. le Maître tailleur, Le Bourgeois gentilhomme, Molière, m.e.s. Jean Meyer, 1952
11. premier Porteur, Les Précieuses ridicules, Molière, m.e.s. Robert Manuel, 1952
12. le Garçonnet, Six Personnages en quête d'auteur, Luigi Pirandello, m.e.s. Julien Bertheau, 1952
13. Ragotin, Dom Juan ou le Festin de Pierre, Molière, m.e.s. Jean Meyer, 1952
14. Lélie, La Coupe enchantée, La Fontaine et Champmeslé, m.e.s. Jacques Clancy, 1952
15. François, Un caprice, Alfred de Musset, m.e.s. Maurice Escande, 1953
16. le Serviteur puis le Soldat mort, Une fille pour du vent, André Obey, m.e.s. Julien Bertheau, 1953
17. Lycas, Le Menteur, Corneille, m.e.s. Denis d'Inès, 1953
18. Poil de carotte, Poil de Carotte, Jules Renard, 1953
19. la Souris, Crainquebille, Anatole France, m.e.s. Louis Seigner, 1953
20. Lubin, George Dandin, Molière, m.e.s. Georges Chamarat, 1954
21. Étienne Lebarmécide, Étienne, Jacques Deval, m.e.s. Louis Seigner, 1954
22. Thibaut Lagnelet, La Farce de Maître Pathelin, anonyme XVe siècle, m.e.s. Denis d'Inès, 1954
23. Lubin, Les Fausses Confidences, Marivaux, m.e.s. Maurice Escande, 1954
24. Timoclès, Les Amants magnifiques, Molière, m.e.s. Jean Meyer, 1954
25. Arlequin, Arlequin poli par l'amour, Marivaux, m.e.s. Gaston Baty et Jacques Charon, 1955
26. L'Éveillé, Le Barbier de Séville, Beaumarchais, m.e.s. Pierre Dux, 1955
27. Pasquin, Le Jeu de l'amour et du hasard, Marivaux, m.e.s. Maurice Escande, 1955
28. Didier le Portant, Jeanne d'Arc, Charles Peguy, m.e.s. Jean Marchat, 1955
29. Armand, La Navette, Henry Becque, m.e.s. Jean Piat, 1956
30. Petit Jean,  Les Plaideurs, Racine, m.e.s. Robert Manuel, 1956
31. Frontin, Les Serments indiscrets, Marivaux, m.e.s. Jean Piat, 1957
32. Crispin, Crispin rival de son maître, Lesage, m.e.s. Robert Manuel, 1957
33. Lubin, La Seconde Surprise de l'amour, Marivaux, m.e.s. Hélène Perdrière, 1957
34. Arlequin, La Bonne Mère, Florian, m.e.s. Maurice Escande, 1957
35. Maurice Galvoisier, Mademoiselle, Jacques Deval, m.e.s. Robert Manuel, 1957
36. Lubin, Les Fausses Confidences, Marivaux, m.e.s. Maurice Escande, 1958
37. Bobin, Un Chapeau de paille d'Italie, Eugène Labiche et Marc-Michel, m.e.s. Gaston Baty, 1958
38. Thibaut, La Maison de campagne, Dancourt, m.e.s. Hélène Perdrière, 1958
39. Pepitt puis Eusèbe Potasse, Les Trente millions de Gladiator, Eugène Labiche et Philippe Gille, m.e.s. Jean Meyer, 1958
40. Thomas Diafoirus, Le Malade imaginaire, Molière, m.e.s. Robert Manuel, 1958
41. Dardard, Un jeune homme pressé, Eugène Labiche, m.e.s. Jacques Charon, 1959
42. Alain, L'École des femmes, Molière, m.e.s. Jean Meyer, 1959
43. Arlequin, La Méprise, Marivaux, m.e.s. Jacques Sereys, 1959
44. le Jardinier, Électre, Jean Giraudoux, m.e.s. Pierre Dux, 1960
45. Lubin, George Dandin, Molière, m.e.s. Georges Chamarat, 1960
46. Mascarille, Les Précieuses ridicules, Molière, m.e.s. Robert Manuel, 1960
47. Arlequin, La Double Inconstance, Marivaux, m.e.s. Jacques Charon, 1961
48. le jeune Paysan, Un conte d'hiver, Shakespeare, m.e.s. Julien Bertheau, 1961
49. l'Apothicaire, Monsieur de Pourceaugnac, Molière, 1961
50. Jean, Un fil à la patte, Georges Feydeau, m.e.s. Jacques Charon, 1961
51. La Flèche, L'Avare, Molière, m.e.s. Jacques Mauclair, 1962
52. Merlin, Le Retour imprévu, Jean-François Regnard, m.e.s. Jean-Paul Roussillon, 1962
53. Pasquin, La Joie imprévue, Marivaux, m.e.s. Paul-Émile Deiber, 1962
54. Vaïturou, Supplément au voyage de Cook, Jean Giraudoux, m.e.s. Jacques Charon, 1962
55. Mascarille, La Troupe du Roy, d'après Molière, m.e.s. Paul-Émile Deiber, 1963
56. Crispin, Les Folies amoureuses, Regnard, 1963
57. Pontagnac, Le Dindon, Georges Feydeau, m.e.s. Jean Meyer, 1963
58. Ergaste, L'École des maris, Molière, m.e.s. Jean Meyer, 1964
59. Frontin, L'Épreuve, Marivaux, 1964
60. le petit Brun, Donogoo, Jules Romains, m.e.s. Louis Seigner, 1964
61. Covielle, Le Bourgeois gentilhomme, Molière, m.e.s. Jean Meyer, 1964
62. Arlequin, L'Ile des esclaves, Marivaux, m.e.s. Jacques Charon, 1964
63. Joseph, Feu la Mère de Madame, Georges Feydeau, m.e.s. Fernand Ledoux, 1965
64. Puck, Le Songe d'une nuit d'été, Shakespeare, m.e.s. Jacques Fabbri, 1965
65. La Branche, Crispin rival de son maître, Lesage, m.e.s. Jean-Paul Roussillon, 1966
66. l'Intimé, Les Plaideurs, Racine, m.e.s. Georges Chamarat, 1966
67. Mazetto, Corilla, Gérard de Nerval, m.e.s. Michel Bernardy, 1966
68. Raspluyev, Le Mariage de Kretchinsky, A.V. Soukhovo-Kobyline, m.e.s. Nicolas Akimov, 1966
69. Pierrot, Dom Juan, Molière, m.e.s. Antoine Bourseiller, 1967
70. l'agent Lagrenaille, Le commissaire est bon enfant, Georges Courteline et Jules Lévy, m.e.s. Jean-Paul Roussillon, 1967
71. Monsieur Thibaut, La Commère, Marivaux, m.e.s. Michel Duchaussoy, 1967
72. Pasquin, Le Jeu de l'amour et du hasard, Marivaux, m.e.s. Maurice Escande, 1967
73. M. Gaspard, Le Légataire universel, Regnard, m.e.s. Jean-Paul Roussillon, 1967
74. Mascarille puis Ergaste, L'Étourdi, Molière, m.e.s. Jean-Paul Roussillon, 1967
75. Covielle, Le Bourgeois gentilhomme, Molière, m.e.s. Louis Seigner, 1968
76. Valère, Thibaut, Lucas, Le Médecin malgré lui, Molière, m.e.s. Jean-Paul Roussillon, 1968
77. Alain, L'École des femmes, Molière, m.e.s. Michel Etcheverry, 1968
78. Frontin, L'Épreuve, Marivaux, m.e.s. Julien Bertheau, 1968
79. Lubin, La Seconde surprise de l'amour, Marivaux, m.e.s. Hélène Perdrière, 1969
80. le Jardinier, Électre, Jean Giraudoux, m.e.s. Pierre Dux, 1969
81. Scapin, Les Fourberies de Scapin, Molière, m.e.s. Jacques Charon, 1969
82. Maître Jacques, La Flèche, ou Brindavoine, L'Avare, Molière, m.e.s. Jean-Paul Roussillon, 1969
83. l'Éveillé, Le Barbier de Séville, Beaumarchais, m.e.s. Jean-Claude Arnaud, 1970
84. Lubin, George Dandin, Molière, m.e.s. Jean-Paul Roussillon, 1970
85. Henri, Rixe, Jean-Claude Grumberg, m.e.s. Jean-Paul Roussillon, 1970
86. George Dandin, George Dandin, Molière, m.e.s. Jean-Paul Roussillon, 1971
87. Amorphe puis Estienne de Barembale, Amorphe d'Ottenburg, Jean-Claude Grumberg, m.e.s. Jean-Paul Roussillon, 1971
88. 1er Assassin, Richard III, Shakespeare, m.e.s. Terry Hands, 1972
89. Saint-Germain, La Fille bien gardée, Eugène Labiche et Marc Michel, m.e.s. Jean-Laurent Cochet, 1972
90. Sganarelle, George Dandin, La Troupe du Roy, d'après Molière, m.e.s. Paul-Émile Deiber, 1972
91. Covielle et le Muphti, Le Bourgeois gentilhomme, Molière, m.e.s. Jean-Louis Barrault, 1972
92. Jean, La Soif et la Faim, Eugène Ionesco, m.e.s. Jean-Marie Serreau, 1973, Théâtre de l'Odéon
93. Samuel, Abraham et Samuel, Victor Haïm, m.e.s. Jean-Louis Thamin, 1973
94. Alain, L'École des femmes, Molière, m.e.s. Jean-Paul Roussillon, 1974
95. Monsieur Gaspard, Le Légataire universel, Regnard, Jean-Paul Roussillon, 1974
96. Monsieur Pierre, La Nostalgie, Camarade..., François Billetdoux, m.e.s. Jean-Paul Roussillon, 1974, Théâtre de l'Odéon
97. le Metteur en scène et un complimenteur, L'Impromptu de Marigny, Jean Poiret, m.e.s. Jacques Charon, 1974
98. le Notaire, L'École des maris, Molière, m.e.s. Jean Meyer, 1974
99. Valère, Le Médecin malgré lui, Molière, m.e.s. Jean-Paul Roussillon, 1974
100. Sempronio, La Célestine, Fernando de Rojas, m.e.s. Marcel Maréchal, 1975
101. Lebedev, L'Idiot, Dostoïevski / Gabriel Arout, m.e.s. Michel Vitold, 1975
102. Monsieur Rémy, La Commère, Marivaux, m.e.s. Jean-Paul Roussillon, 1976
103. Matti Altonen, Maître Puntila et son valet Matti, Bertolt Brecht, m.e.s. Guy Rétoré, 1976
104. Estragon, En attendant Godot, Samuel Beckett, m.e.s. Roger Blin, 1978
105. le Père, Six Personnages en quête d'auteur, Luigi Pirandello, m.e.s. Antoine Bourseiller, 1978
106. Ivan Romanovitch Tchéboutykine, Les Trois Sœurs, Anton Tchekhov, m.e.s. Jean-Paul Roussillon, 1979
107. Borgne, La Tour de Babel, Fernando Arrabal, m.e.s. Jorge Lavelli, 1979
108. Trivelin, La Double Inconstance, Marivaux, m.e.s. Jean-Luc Boutté, 1980
109. Fabrice, La Locandiera, Carlo Goldoni, m.e.s. Jacques Lassalle, 1981
110. le Père, Les Vacances, Jean-Claude Grumberg, m.e.s. Jean-Paul Roussillon, 1982
111. Henri, Rixe, Jean-Claude Grumberg, m.e.s. Jean-Paul Roussillon, 1982
112. Lébédev, Ivanov, Anton Tchekhov, m.e.s. Claude Régy, 1984
113. Quai Ouest, Bernard-Marie Koltès, m.e.s. Patrice Chéreau, 1986, Théâtre des Amandiers Nanterre
114. Abel, Abel et Bela, Robert Pinget, m.e.s. Jean-Paul Roussillon, 1987, Festival d'Avignon
115. Toupin, La Manivelle, Robert Pinget, m.e.s. Jean-Paul Roussillon, 1987, Festival d'Avignon
116. Mercadet, Le Faiseur, Honoré de Balzac, m.e.s. Jean-Paul Roussillon, 1993
117. James Tyrone, Long Voyage du jour à la nuit, Eugene O'Neill, m.e.s. Alain Françon, 1996

### Mises en scène
1. Le Retour imprévu, Jean-François Regnard, 1962
2. Barberine, Alfred de Musset, 1964
3. Crispin rival de son maître, Alain-René Lesage, 1965
4. Le commissaire est bon enfant, Georges Courteline et Jules Lévy, 1966
5. Le Légataire universel, Jean-François Regnard, 1967
6. Impromptu sur Regnard, Jacques Dapoigny, 1967
7. L'Étourdi, Molière, 1967
8. Le Médecin malgré lui, Molière, 1967
9. L'Avare, Molière, 1969
10. George Dandin, Molière, 1970
11. Rixe, Jean-Claude Grumberg, 1971
12. Amorphe d'Ottenburg, Jean-Claude Grumberg, 1971, Théâtre de l’Odéon
13. Œdipe Roi, Sophocle, 1972, Festival d'Avignon
14. Œdipe à Colone, Sophocle, 1972, Festival d'Avignon
15. L'École des femmes, Molière, 1973
16. Andromaque, Racine, 1974, Petit Odéon
17. Le Légataire universel, Jean-François Regnard, 1974
18. La Nostalgie, Camarade..., François Billetdoux, 1974, Théâtre de l'Odéon
19. La Commère, Marivaux, 1976
20. Le Jeu de l'amour et du hasard, Marivaux, 1976
21. Cyrano de Bergerac, Edmond Rostand, 1976
22. Les Femmes savantes, Molière, 1978
23. Les Trois Sœurs, Anton Tchekhov, 1979
24. Tartuffe, Molière, 1980
25. La Dame de chez Maxim, Georges Feydeau, 1981
26. Les Vacances, Jean-Claude Grumberg, 1982, Théâtre de l'Odéon
27. Rixe, Jean-Claude Grumberg, 1982, Théâtre de l'Odéon
28. Abel et Bela, Robert Pinget, 1987, Festival d'Avignon
29. La Manivelle, Robert Pinget, 1987, Festival d'Avignon
30. Le Faiseur, Honoré de Balzac, 1993
31. Mille francs de récompense, Victor Hugo, 1995

### Hors Comédie-Française

#### Comédien
- 1948 : Ardèle ou la Marguerite de Jean Anouilh, mise en scène Roland Piétri, Comédie des Champs-Élysées
- 1949 : La Demoiselle de petite vertu de Marcel Achard, mise en scène Claude Sainval, Comédie des Champs-Élysées
- 1957 : La Fausse Suivante, Marivaux, 9 mars 1957 au Château de Groussay
- 1971 : La Peau d'un fruit sur un arbre pourri de Victor Haïm, mise en scène Jean-Paul Roussillon, Poche Montparnasse
- 1980 : Trilogie du revoir de Botho Strauss, mise en scène Claude Régy, Théâtre des Amandiers
- 1985 : L'Indien sous Babylone de Jean-Claude Grumberg, mise en scène Marcel Bluwal, Théâtre La Bruyère
- 1986 : Quai Ouest de Bernard-Marie Koltès, mise en scène Patrice Chéreau, Théâtre des Amandiers Nanterre, Koch
- 1986 : Le Silence éclaté de Stephen Poliakoff, mise en scène Jean-Paul Roussillon, Théâtre de la Madeleine
- 1987 : Abel et Bela de Robert Pinget, mise en scène Jean-Paul Roussillon, Festival d'Avignon
- 1987 : La Manivelle de Robert Pinget, mise en scène Jean-Paul Roussillon, Festival d'Avignon
- 1987 : Conversations après un enterrement de Yasmina Reza, mise en scène Patrice Kerbrat, Théâtre Paris-Villette, Théâtre Montparnasse
- 1987 : Y'a bon Bamboula de et mise en scène Tilly, Festival d'Avignon, Théâtre Paris-Villette
- 1988 : Le Cheval de Balzac de Gert Hofmann, mise en scène Philippe Mercier, Théâtre national de la Colline
- 1988 : Simplement compliqué de Thomas Bernhard, mise en scène Christian Colin, Festival d'Avignon, Théâtre de l'Athénée
- 1989 : Les Parisiens ou L'été de la mémoire des abeilles de et mise en scène Pascal Rambert, Festival d'Avignon
- 1990 : Zone libre de Jean-Claude Grumberg, mise en scène Maurice Bénichou, Théâtre national de la Colline
- 1991 : Le Haut-de-forme d'Eduardo De Filippo, mise en scène Jacques Nichet, Théâtre des Treize Vents, Théâtre de la Ville, tournée
- 1992 : Kelly de Patrick Roth, Rencontres d'été de la Chartreuse Villeneuve-les-Avignon
- 1993 : Demain, une fenêtre sur rue de Jean-Claude Grumberg, mise en scène Jean-Paul Roussillon, Théâtre national de la Colline
- 1994 : Linge sale de Jean-Claude Grumberg, mise en scène Michel Vuillermoz, Festival d'Avignon
- 1996 : Colombe de Jean Anouilh, mise en scène Michel Fagadau, Comédie des Champs-Élysées
- 1997 : Kinkali d'Arnaud Bedouët, mise en scène Philippe Adrien, Théâtre national de la Colline, Théâtre de Nice
- 1997 : Dans la compagnie des hommes d'Edward Bond, mise en scène Alain Françon, Théâtre national de la Colline, Théâtre de l'Athénée
- 1998 : D'honorables canailles de Gergely Csiky, mise en scène Michelle Marquais, Théâtre de l'Athénée
- 1999 : L'Amante anglaise de Marguerite Duras, mise en scène Patrice Kerbrat, Théâtre de l'Œuvre
- 1999 : King de Michel Vinaver, mise en scène Alain Françon, Théâtre national de la Colline
- 2001 : Le Jardin des apparences de Véronique Olmi, mise en scène Gildas Bourdet, Théâtre National de Marseille La Criée, Théâtre Hébertot en 2002
- 2002 : Skinner de Michel Deutsch, mise en scène Alain Françon, Théâtre national de la Colline
- 2003 : Oncle Vania d'Anton Tchekhov, mise en scène Julie Brochen, Théâtre de l'Aquarium, Théâtre de Sartrouville et des Yvelines
- 2004 : Katarakt de Rainald Goetz, mise en scène Alain Françon, Théâtre national de la Colline
- 2004 : Avis aux intéressés de Daniel Keene, mise en scène Didier Bezace, Théâtre de la Commune Aubervilliers
- 2004 : Ivanov d'Anton Tchekhov, mise en scène Alain Françon, Théâtre national de la Colline
- 2005 : Platonov d'Anton Tchekhov, mise en scène Alain Françon, Théâtre national de la Colline
- 2009 : La Cerisaie d'Anton Tchekhov, mise en scène Alain Françon, Théâtre national de la Colline

#### Metteur en scène
- 1963 : Le Glorieux de Philippe Néricault Destouches, Théâtre de l'Ambigu
- 1971 : La Peau d'un fruit sur un arbre pourri de Victor Haïm, Poche Montparnasse
- 1977 : Le Misanthrope de Molière, Théâtre des Célestins, tournée Karsenty-Herbert
- 1983 : Mademoiselle Julie d'August Strindberg, Théâtre Édouard VII, mise en scène reprise par Andréas Voutsinás
- 1984 : Le marionnettiste de Lodz de Gilles Segal, Théâtre de la Commune (Aubervilliers)
- 1986 : Le Silence éclaté de Stephen Poliakoff, Théâtre de la Madeleine
- 1993 : Demain, une fenêtre sur rue de Jean-Claude Grumberg, Théâtre national de la Colline

## Filmographie

### Cinéma

#### Longs métrages
- 1954 : La Chair et le Diable, de Jean Josipovici
- 1956 : Voici le temps des assassins de Julien Duvivier
- 1957 : L'amour descend du ciel de Maurice Cam
- 1957 : Le Renard de Paris de Paul May
- 1959 : Le Mariage de Figaro de Jean Meyer
- 1960 : La Millième Fenêtre de Robert Ménégoz
- 1964 : Week-end à Zuydcoote d'Henri Verneuil
- 1981 : Une affaire d'hommes de Nicolas Ribowski
- 1982 : La Truite de Joseph Losey
- 1984 : La Guerre des Demoiselles de Jacques Nichet
- 1985 : Hors-la-loi de Robin Davis
- 1985 : On ne meurt que deux fois de Jacques Deray
- 1985 : Monsieur de Pourceaugnac de Michel Mitrani
- 1985 : Elsa, Elsa de Didier Haudepin
- 1986 : Les Clowns de Dieu de Jean Schmidt
- 1986 : États d'âme de Jacques Fansten
- 1986 : Mon beau-frère a tué ma sœur de Jacques Rouffio
- 1986 : Twist again à Moscou de Jean-Marie Poiré
- 1987 : Maladie d'amour de Jacques Deray
- 1987 : Hôtel de France de Patrice Chéreau
- 1987 : Abel et Bela d'André Tesseire
- 1987 : Elle est là de Michel Dumoulin
- 1988 : Alouette je te plumerai de Pierre Zucca
- 1989 : Comédie d'amour de Jean-Pierre Rawson
- 1989 : Baxter de Jérôme Boivin
- 1990 : Je t'ai dans la peau de Jean-Pierre Thorn
- 1990 : Plein Fer de Josée Dayan
- 1990 : La Fille du magicien de Claudine Bories
- 1991 : Le Secret de Sarah Tombelaine de Daniel Lacambre
- 1991 : Cherokee de Pascal Ortega
- 1991 : Le Brasier d'Éric Barbier
- 1992 : La Fille de l'air de Maroun Bagdadi
- 1992 : Tableau d'honneur de Charles Némès
- 1994 : La Fille de d'Artagnan de Bertrand Tavernier
- 1995 : Les Truffes, de Bernard Nauer
- 1996 : Drancy Avenir documentaire d'Arnaud des Pallières
- 1997 : On connaît la chanson d'Alain Resnais
- 1999 : Le Plus Beau Pays du monde de Marcel Bluwal
- 2001 : Une hirondelle a fait le printemps de Christian Carion
- 2002 : Mischka de Jean-François Stévenin
- 2003 : L'Idole de Samantha Lang
- 2003 : Léo, en jouant « Dans la compagnie des hommes » d'Arnaud Desplechin
- 2004 : Rois et reine d'Arnaud Desplechin
- 2004 : L'Ile de Black Mor de Jean-François Laguionie (voix)
- 2007 : Zone libre de Christophe Malavoy
- 2008 : Un conte de Noël d'Arnaud Desplechin

#### Courts métrages
- 1990 : Déminage de Pierre Oscar Levy
- 1995 : Le Libraire de l'ambigu de Joachim Lombard

### Télévision
- 1960 : La Méprise d'Yves-André Hubert, Comédie-Française
- 1964 : La Mégère apprivoisée de Pierre Badel
- 1965 : Le Legs de Jean-Paul Sassy
- 1967 : Les sept de l’escalier 15
- 1968 : Au théâtre ce soir : Feu la mère de madame de Georges Feydeau, mise en scène Jacques Charon, réalisation Pierre Sabbagh, Théâtre Marigny (Spectacle de la Comédie-Française)
- 1968 : Le Chien du jardinier de Lope de Vega, réalisation Edmond Tyborowsky, Comédie-Française
- 1970 : Au théâtre ce soir : Un fil à la patte de Georges Feydeau, mise en scène Jacques Charon, réalisation Pierre Sabbagh, Théâtre Marigny (spectacle de la Comédie-Française)

- 1972 : La Lumière noire de Pierre Viallet
- 1972 : Le Prince travesti de François Chatel, Comédie-Française
- 1973 : L'Avare de René Lucot, Comédie-Française
- 1973 : George Dandin de Jean Dewever, Comédie-Française
- 1973 : Une fille bien gardée de Jean Pignol, Comédie-Française
- 1975 : Le Médecin malgré lui de Lazare Iglesis, Comédie-Française
- 1976 : La Commère de Nat Lilienstein, Comédie-Française
- 1980 : Les Trois Sœurs de Jean-Marie Coldefy, Comédie-Française
- 1982 : La Locandiera de Yves-André Hubert, Comédie-Française
- 1982 : La Double Inconstance de Jean-Roger Cadet, Comédie-Française
- 1983 : La Guerre des demoiselles de Jacques Nichet
- 1983 : L'Étrange Château du docteur Lerne de Jean-Daniel Verhaeghe
- 1984 : L'Âge vermeil de Roger Kahane
- 1985 : Série noire : Meurtres pour mémoire de Laurent Heynemann
- 1985 : Le Génie du faux de Stéphane Kurc
- 1986 : Julien Fontanes, magistrat : Jamais rien à Coudoeuvre
- 1987 : Les Enquêtes du commissaire Maigret, épisode : Un échec de Maigret de Gilles Katz
- 1987 : La Maison piège de Michel Favart
- 1988 : M'as-tu-vu ? : La Rencontre
- 1988 : L'Argent de Jacques Rouffio
- 1989 : Les Grandes Familles d'Édouard Molinaro
- 1990 : Quartier nègre de Pierre Koralnik
- 1991 : L'Huissier de Pierre Tchernia
- 1991 : Marie la louve de Daniel Wronecki
- 1992 : Mes coquins de Jean-Daniel Verhaeghe
- 1992 : Nestor Burma : Fièvre au Marais de Gérard Marx
- 1994 : Ferbac : Ferbac et le festin de miséricorde de Christian Faure
- 1994–1996 : Novacek, de Didier Daeninckx, 6 épisodes
- 1996 : Maigret : Juge Julien Chabot et ami de Maigret dans l'épisode Maigret a peur de Claude Goretta et Christian Karcher, ép. 24
- 1997 : À chacun son tour de Jean-Jacques Kahn
- 1999 : Petits Nuages d'été d'Olivier Langlois
- 2001 : Un cœur oublié de Philippe Monnier
- 2003 : Une preuve d'amour de Bernard Stora
- 2008 : Louis la Brocante : Louis n'en dort plus de Bruno Gantillon

## Distinctions

### Récompenses
- Molières 1991 : Molière du comédien dans un second rôle pour Zone libre
- Molières 1996 : Molière du comédien dans un second rôle pour Colombe
- Molières 2002 : Molière du comédien pour Le Jardin des apparences
- César 2009 : César du meilleur acteur dans un second rôle pour Un conte de Noël

### Nominations
- Molières 1987 : Molière du comédien dans un second rôle pour Conversations après un enterrement
- César 2002 : César du meilleur acteur dans un second rôle pour Une hirondelle a fait le printemps